# Братя Шавкулови
„Братя Шавкулови“ (на френски: Chafcouloff frères) е българска фирма за търговия с кожи, основана в Солун, Османската империя, в 1879 година от братята Шавкулови. Компанията развива широка дейност в края на XIX - началото на XX век и има клонове в над 20 града по света.

## История
Компанията е основана в 1879 година в големия македонски град Солун, тогава в Османската империя, от четиримата братя Шавкулови от Прилеп - Спиро, Димитър, Стефан и Никола. Няколко години преди това Спиро и Димитър заминават за Египет, където отварят магазин за храна и тютюн за работниците на строежа на Суецкия канал. При посещение в Египет баща им Иван забелязва, че кожите на закланите за храна на работниците животни се изхвърлят. Спиро и Димитър започват да събират, а по-късно и изкупуват волски и биволски кожи, осоляват ги и през Александрия ги изпращат на Стефан и Никола в Прилеп, които правят от тях опинци и ги продават из Македония. Спиро умира в Египет. В 1879 година тримата братя се преселват в Пиргите, Солун, където е основана търговската къща „Братя Шавкулови“ с основен предмет на дейност „търговия с кожи от едър рогат добитък“.
Седалището на компанията е в центъра на Солун, в пасаж „Ломбарди“, точно срещу Банк Отоман, а складовете ѝ са близо до пристанището. Фирмата се разраства изключително бързо, като скоро македонският пазар става тесен. Димитър заминава за Абисиния и Занзибар за организиране на изкупуване на стока, а Стефан се установява в Марсилия като представител на фирмата. Клонове са открити и в Свободна България - в София, Варна и Бургас. Откриват кантори и в Александрия - където е установена е втората централа на фирмата, Диего Суарез и Тананарив (Мадагаскар), островите Реюнион и Мавриций, Бирма, Сингапур, Бомбай и Калкута (Индия), Ханой (Виетнам) и други. Дейността в Мадагаскар се ръководи от незаконния син на Димитър, Георги, който прекарва дълги години там.
След като Солун попада в Гърция през Балканските войни, в 1913 година Димитър и Никола се установяват в София, където двамата заедно със Стефан от Марсилия продължават да се занимават с търговия с кожи до 1921 година, когато притиснати от новопоявилите се гумени цървули, закриват фирмата в София.
В 1922 година Никола Шавкулов открива своя фирма под името „Никола Шавкулов АД“, която продължава да търгува с кожи и други стоки. Компанията силно пострадва при избухването на Световната икономическа криза в 1929 година. След смъртта на Никола в 1929 година, компанията е поета от най-големия му син Иван и зет му Сирко Станчев, съпруг на дъщеря му Василка. Компанията започва да изнася пулпове и плодове и зеленчуци за Европа, като пресутановява търговията с кожи. В 1936 година е закупен парцел край Пловдив, на който е построена фабрика за консервиране и дълбоко замразяване на плодове и зеленчуци. Компанията работи успешно в тежките години на Втората световна война.
След Деветосептемврийския преврат, в 1947 година компанията, заедно с всички имоти на Шавкулови, е национализирана.
Марсилският клон на компанията „Братя Шавкулови“ със седалище в Солун продължава търговската си дейност с кожи в Африка. По време на Втората световна война в ноември 1941 година „Братя Шавкулови“ сключва договор с Френската западноафриканска компания за изграждане на цехове за щавене на кожи във Френска Западна Африка, които компанията да изкупува. В 1943 година с технически надзор на „Братя Шавкулови“ е изградена такава фабрика в Куликоро, затворила в 1955 година.